# Cornélio Fusco
Cornélio Fusco (em latim: Cornelius Fuscus; m. 86) foi um general do exército imperial romano que lutou em diversas campanhas pelos imperadores da dinastia flaviana. No reinado de Domiciano, serviu como prefeito da guarda pessoal do imperador, a Guarda Pretoriana, de 81 até sua morte. Antes disto, Fusco já havia se destacado como um dos mais ardentes apoiadores de Vespasiano durante a guerra civil de 69.
Em 85, os dácios, liderados pelo seu rei Decébalo, invadiram a província romana da Mésia, ao sul da fronteira do Danúbio. Domiciano despachou Cornélio para a região com cinco legiões. Apesar de alguns sucessos iniciais em repelir os invasores para fora do território romano, o prefeito sofreu uma derrota quando foi emboscado com a V Alaudae durante uma expedição no interior da Dácia, na Primeira Batalha de Tapas. A legião inteira foi destruída e Fusco, morto.

## Ano dos quatro imperadores

### Galba
Pouco se sabe da vida de Cornélio antes de sua aparição na guerra civil de 69. O historiador romano Tácito informa que ele nasceu em uma família aristocrática, mas renunciou uma carreira no Senado Romano em prol de uma vida "mais tranquila" como um equestre. Cornélio entra para a história na ascensão de Galba, em 9 de junho de 68, depois da morte de Nero.
Cerca de seis meses antes, Caio Júlio Víndice, o governador da Gália Lugdunense, havia se revoltado contra as políticas fiscais instituídas por Nero. Para conseguir apoio, Víndice incitou Galba, o governador da Hispânia Tarraconense, a se declarar imperador. Ele era um dos mais sêniores generais romanos, gozando de considerável prestígio e amplo apoio político. A popularidade de Nero já estava em declínio, mas, ainda assim, ele conseguiu esmagar a revolta ao enviar rapidamente o governador da Germânia Superior, Vergínio Rufo, para a Gália, que derrotou Víndice na Batalha de Vesôncio. Galba foi declarado inimigo público e sua legião foi confinada à cidade de Clunia. A vitória, porém, foi insuficiente para restaurar os danos à reputação de Nero. Rumores rapidamente se espalharam de que múltiplas legiões estavam desertando para o lado de Galba por todo o império. Em junho de 68, o Senado votou que Galba era o imperador e declarou Nero inimigo público. O destino de Nero foi selado definitivamente quando Ninfídio Sabino, prefeito da Guarda Pretoriana, subornou seus soldados para que desertassem o imperador que deviam proteger. Em 9 de junho de 68, Nero foi forçado a se suicidar e com ele terminou a dinastia júlio-claudiana.
Apesar da impopularidade de Nero, muitas províncias ficaram relutantes em aceitar Galba como seu sucessor. Cornélio Fusco estava entre os primeiros que declaram seu apoio a ele. Segundo Tácito, Fusco foi vital em angariar apoio de uma colônia romana não especificada na Hispânia, no norte da Itália ou a Gália, um serviço que lhe valeu uma posição de procurador imperial em Ilírico. Os problemas de Galba estavam longe de terminar, porém, e logo as legiões da fronteira do Reno, na Germânia, assim como a Guarda Pretoriana em Roma, se revoltaram. Em 15 de janeiro de 69, Galba foi assassinado e substituído por Otão, governador da Lusitânia, que logo morreu enfrentando as forças de Vitélio, o governador da Germânia. Logo depois, Vespasiano, um general que comandava as forças na Judeia, declarou guerra a Vitélio.

### Guerra de Vespasiano
Vespasiano se aliou ao governador da Síria, Muciano, que conduziria as operações contra Vitélio enquanto o próprio Vespasiano marchou para o Egito para tomar o suprimento de cereais para Roma. Não muito depois, as províncias de Ilírico, Panônia e Dalmácia desertaram para o lado de Vespasiano instigadas por Marco Antônio Primo e Cornélio Fusco. Segundo Tácito, Fusco estava ansioso por uma batalha:
| “ | Abraçando a causa de Vespasiano, [Fusco] deu ao movimento estímulo de um zelo furioso. Encontrando sua satisfação não tanto nas recompensas do perigo quanto no próprio perigo, às seguras e às posses há muito adquiridas ele preferia a novidade, a incerteza e o risco. | ” |
|   | — Tácito, Histórias II.86. |   |

A deserção de Antônio Primo e Fusco foi um duro golpe para Vitélio. Os dois lideraram as legiões da fronteira do Danúbio, agora sob a bandeira de Vespasiano, numa invasão da Itália. Fusco estava à frente da V Alaudae na guerra e foi nomeado comandante da Classis Ravennas, a frota romana em Ravena, quando ela também desertou em favor de Vespasiano. Fusco liderou a V Alaudae na Segunda Batalha de Bedríaco, na qual ajudou as legiões na ala esquerda, e comandou as legiões romanas durante a conquista final de Roma, o centro de poder de Vitélio.

## Guerras Dácias
Nada se sabe das atividades de Fusco nos onze anos de Vespasiano (r. 69–79) e dois de seu filho Tito (79–81) no poder. Ele reaparece como prefeito da Guarda Pretoriana de Domiciano (r. 81–96), um posto que ele manteve pelo menos de 81 até sua morte.
Em algum momento entre 84 ou 85, os dácios, liderados por Decébalo, cruzaram o Danúbio e invadiram a Mésia, provocando o caos na província e assassinando o governador Ópio Sabino. Domiciano imediatamente lançou uma contra-ofensiva, viajando pessoalmente para a região acompanhado de uma grande força comandada por Cornélio Fusco. Ele conseguiu expulsar os dácios da província e re-estabeleceu a fronteira do Danúbio em meados de 85, o que permitiu que Domiciano voltasse para Roma para celebrar seu triunfo. A vitória se mostrou efêmera, porém, pois já no começo de 86, Fusco embarcou numa fracassada campanha pelo interior da Dácia que resultou na destruição completa da quinta legião, a V Alaudae, na Primeira Batalha de Tapas. Conforme as forças de Fusco marchavam pela Dácia, Decébalo os cercou e atacou de todos os lados. Apesar das tentativas de Fusco de reorganizar seus homens, o caos se instalou nas fileiras romanas. Fusco foi morto e a águia romana da Guarda Pretoriana foi roubada. As coortes pretorianas seriam mais tarde restauradas, mas V Alaudae nunca mais foi reabilitada.